# راي موني
راي موني (بالإنجليزية: Ray Mooney)‏ هو كاتب مسرحي أسترالي، ولد في 1943.

## وصلات خارجية
- راي موني على موقع IMDb (الإنجليزية)
- راي موني على موقع قاعدة بيانات الفيلم (الإنجليزية)